# József Palotás
József Palotás (Budapest, 19 maggio 1911 – Budapest, 16 novembre 1957) è stato un lottatore ungherese, specializzato nella lotta greco-romana.

## Palmarès

### Olimpiadi
- Bronzo a Berlino 1936 nei pesi medi.